# Moreiras (Ginzo de Limia)
Moreiras (llamada oficialmente San Tomé de Moreiras) es una parroquia y un lugar del municipio español de Ginzo de Limia, en la provincia de Orense, Galicia.

## Toponimia
La parroquia también es conocida por el nombre de Santo Tomé de Moreiras.

## Historia
Hasta la década de 1920, la parroquia perteneció al municipio de Moreiras, que se incorporó al de Ginzo de Limia.

## Organización territorial
La parroquia está formada por una entidad de población:
- Moreiras

## Demografía
Gráfica demográfica del lugar y parroquia de Moreiras según el INE español:
| Gráfica de evolución demográfica de Moreiras entre 2000 y 2022 |
|                                                                |
| Datos según el nomenclátor publicado por el INE.               |